# Estádio do Dragão
Das Estádio do Dragão (deutsch Drachenstadion) ist ein Fußballstadion in der portugiesischen Stadt Porto, in dem der Fußballclub FC Porto seine Heimspiele austrägt. Das von der UEFA mit Stadionkategorie 4 eingestufte Anlage war während der Fußball-Europameisterschaft 2004 Austragungsort der offiziellen Eröffnungsfeier. Die Spielstätte bietet 50.033 Zuschauern einen Sitzplatz. Dazu gehören 1176 Business-Sitze, 194 Presseplätze sowie 104 behindertengerechte Plätze.

## Geschichte
Die Stadt Porto verfügte mit dem Estádio das Antas über ein großes Stadion mit einer ausreichenden Anzahl von Sitzplätzen, doch diese 1952 eröffnete Spielstätte war nicht mehr zeitgemäß und wurde anlässlich der Fußball-Europameisterschaft 2004 durch eine neue Arena ersetzt. Die Arbeiten begannen bereits 2000 im Stadtzentrum – nur unweit des Estádio das Antas. Die Lage des Stadions verursachte zunächst größere Probleme. Ehe der erste Stein gesetzt werden konnte, verzögerten umfangreiche Erdarbeiten immer wieder den Baubeginn.
Die neue, vom portugiesischen Stararchitekten Manuel Salgado entworfene Sportstätte erhielt ein ungewöhnliches Design, das dem Stadion schließlich auch seinen Namen gab. Aus der Vogelperspektive erinnert das transparente mit Polycarbonatplatten gedeckte Dach, das aus 280 Tonnen Stahl gebaut wurde, an den Rückenpanzer eines Drachen. Über die auffällig nach oben gewölbte Haupt- und Gegentribüne schließt das Dach mit den obersten Rängen ab, während an den Hintertorseiten, die jeweils nur einen Rang besitzen, zwischen den obersten Sitzplätzen und dem Dach eine große Lücke klafft, die aus dem Stadioninneren einen Blick auf Portos Dächer erlaubt. Die nach hinten offene Dachkonstruktion geht zwar zu Lasten von mehr Sitzplätzen und schützt zudem nicht alle Zuschauer vor Regen, verleiht dem Stadion jedoch sein charakteristisches Erscheinungsbild.
Der Bau des Estádio do Dragão dauerte etwas mehr als drei Jahre und schlug mit ca. 98 Millionen Euro zu Buche, etwa 18 Millionen steuerte der Staat bei. Es wurde am 16. November 2003 mit einem Freundschaftsspiel zwischen dem FC Porto und dem spanischen Club FC Barcelona (2:0) feierlich eingeweiht.
Das Stadion wurde 2005 mit dem Europäischen Stahlbaupreis der European Convention for Constructional Steelwork (ECCS) ausgezeichnet. Zum Zeitpunkt der Fertigstellung war es das größte mit Polycarbonat gedeckte Dach der Welt.

## Einrichtungen
Das Estádio do Dragão ist Schauplatz für Großveranstaltungen und zugleich auch Einkaufszentrum sowie aufgrund seiner gastronomischen Einrichtungen auch ein Treffpunkt in Portos Nachtleben. Neben den vielen Restaurants und Bars bietet es mit seinen Kongressräumen auch die Möglichkeit geschäftlicher Zusammenkünfte. Sämtliche Einrichtungen, die alle mit den öffentlichen Bereichen auf den verschiedenen Ebenen der Tribünen verbunden sind, tragen wesentlich zur Finanzierung des Stadions bei.
Seit dem 5. Juni 2004 erreicht man das Stadion mit den Linien A, B, C und E der Metro do Porto.
Anfang Januar 2021 wurde bekannt, dass das Estádio do Dragão als erstes Stadion der Welt mit dem Zeichencode ColorADD ausgestattet werden soll. Das von Miguel Neiva (Universität Minho) entwickelte System soll farbfehlsichtigen und farbblinden Besuchern bei der Unterscheidung der Farben helfen und die Orientierung am und im Stadion erleichtern.

## Veranstaltungen

### Fußball-Europameisterschaft 2004
Nur acht Monate nach der Einweihung wurde im Estádio do Dragão die Euro 2004 feierlich eröffnet. Die portugiesische Nationalmannschaft verlor dieses Eröffnungsspiel gegen den späteren Sieger Griechenland mit 1:2. Vier weitere Spiele wurden im Laufe der Europameisterschaft im Stadion ausgetragen.
- 12. Juni 2004, Gruppe A:  Portugal –  Griechenland 1:2 (0:1)
- 15. Juni 2004, Gruppe D:  Deutschland –  Niederlande 1:1 (1:0)
- 18. Juni 2004, Gruppe C:  Italien –  Schweden 1:1 (1:0)
- 27. Juni 2004, Viertelfinale:  Tschechien –  Dänemark 3:0 (0:0)
- 01. Juli 2004, Halbfinale:  Griechenland –  Tschechien 1:0 nach Silver Goal

### UEFA Nations League 2018/19
Das Final Four der UEFA Nations League fand im Juni 2019 in den portugiesischen Städten Porto und Guimarães (Estádio Dom Afonso Henriques) statt. Der Gastgeber Portugal konnte mit einem 1:0-Sieg im Finale gegen die Niederlande die erste Austragung des Turniers für sich entscheiden. Während des Turniers fanden im Stadion folgende Spiele statt:
|                                        |   |             |           |
| Halbfinale – 5. Juni 2019 um 20:45 Uhr |   |             |           |
| Portugal                               | – | Schweiz     | 3:1 (1:0) |
| Finale – 9. Juni 2019 um 20:45 Uhr     |   |             |           |
| Portugal                               | – | Niederlande | 1:0 (0:0) |

## Heutige Nutzung
Nach dem Ende der EM dient das Estádio do Dragão überwiegend seinem Eigentümer – dem FC Porto – zur Austragung seiner Heimspiele. Da es neben dem Estádio da Luz und dem Estádio José Alvalade XXI zu den drei größten und modernsten Stadien Portugals gehört, werden zudem Länderspiele der Fußballnationalmannschaft ausgetragen. Gelegentlich finden auch andere Großveranstaltungen, wie beispielsweise Konzerte von Coldplay (2006) oder Muse (2012) statt.
Am 13. Mai 2021 wurde das Endspiel der UEFA Champions League 2020/21, rund zwei Wochen vor der Partie, vom Istanbuler Atatürk-Olympiastadion nach Porto ins Estádio do Dragão verlegt. Zu dem Spiel fanden 14.110 Zuschauer in die Fußballarena Einlass.

## Galerie

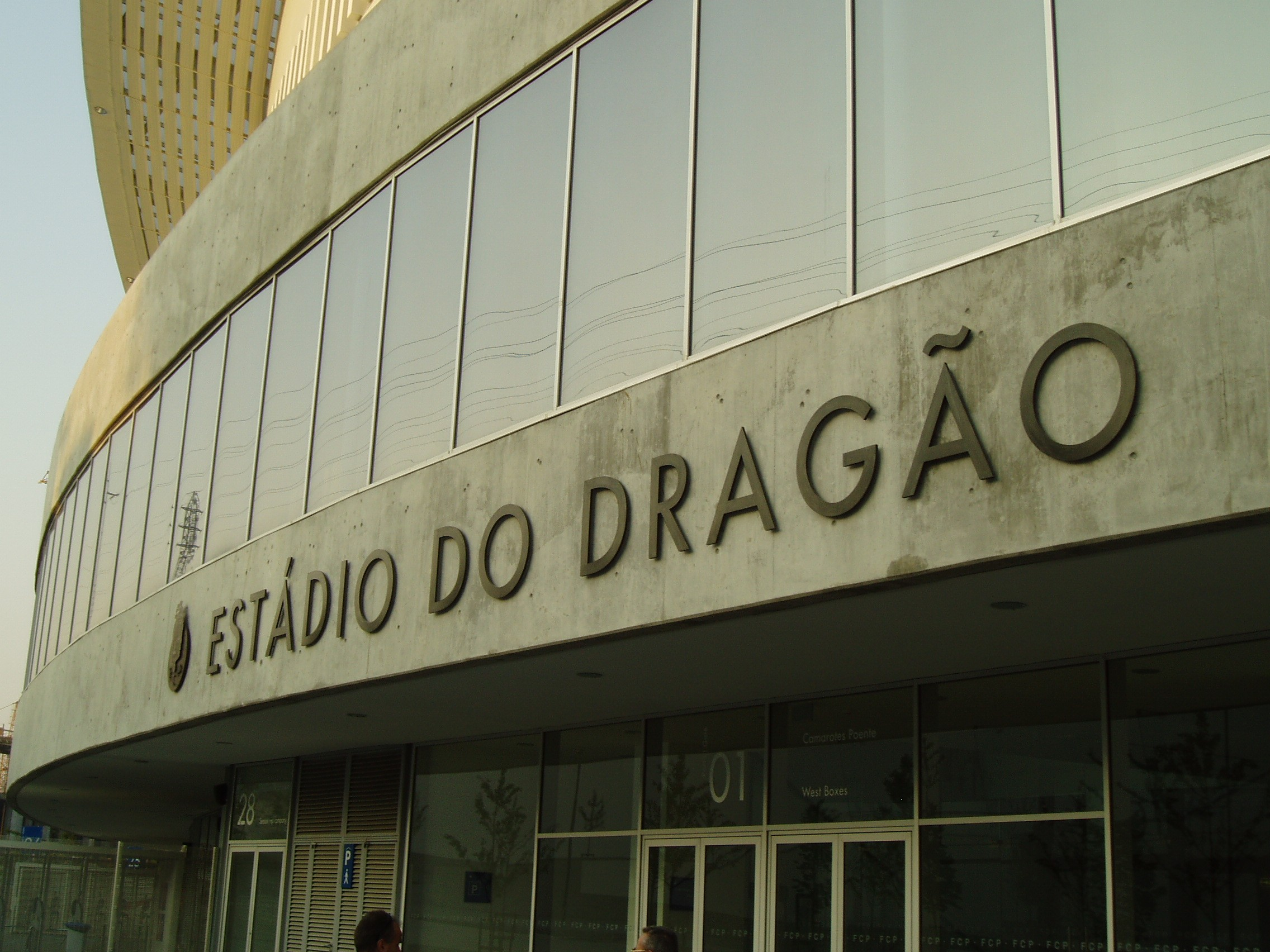
Der Haupteingang (2004)
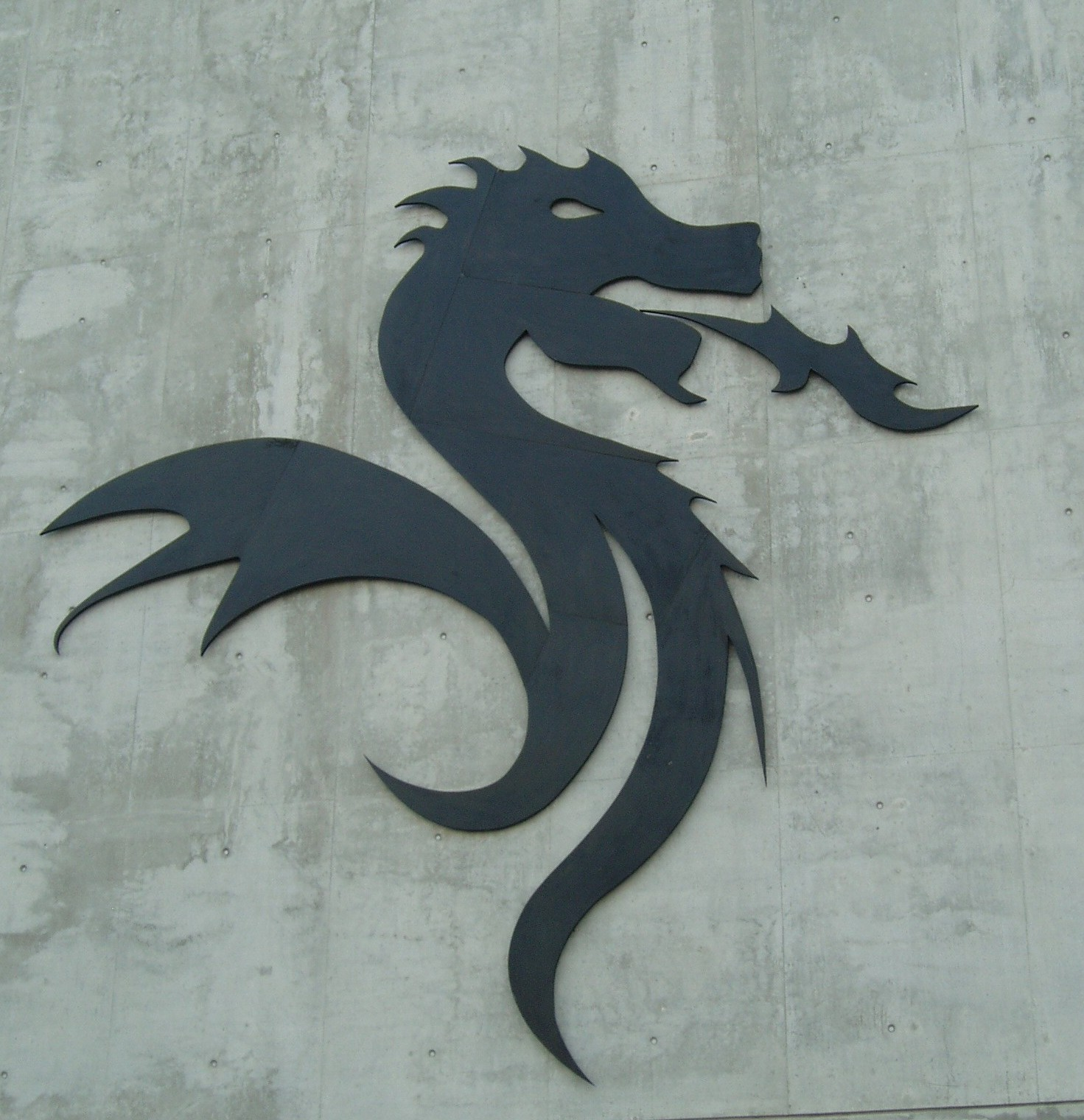
Drachen-Symbol an der Ostseite des Stadions (2004)
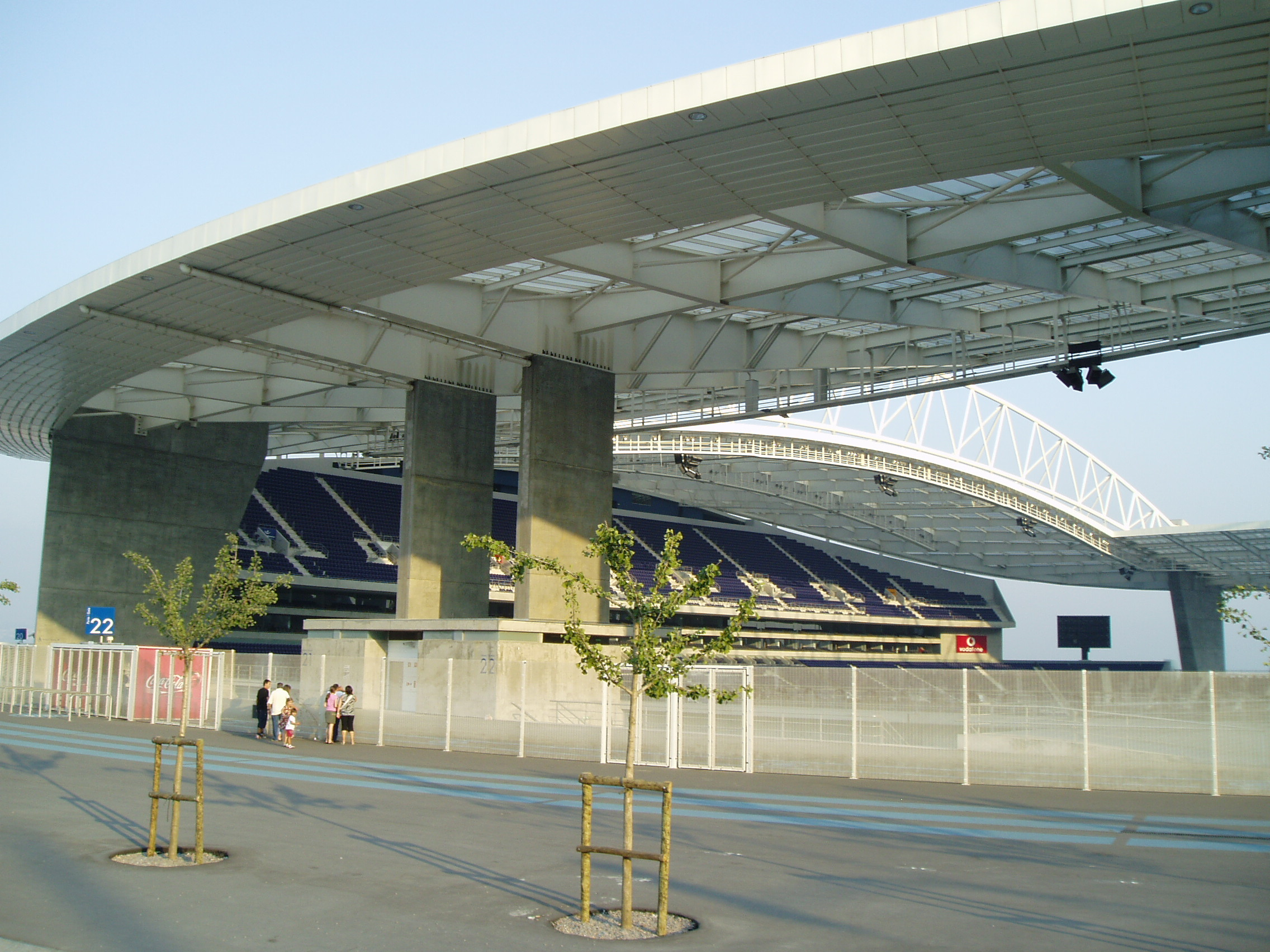
Außenansicht (2004)
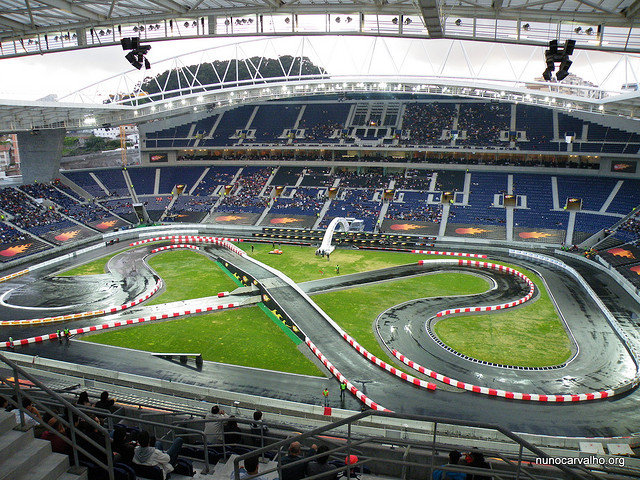
Das Stadion mit Rennstrecke für das Südeuropa-Regional-Finale des Race of Champions 2009
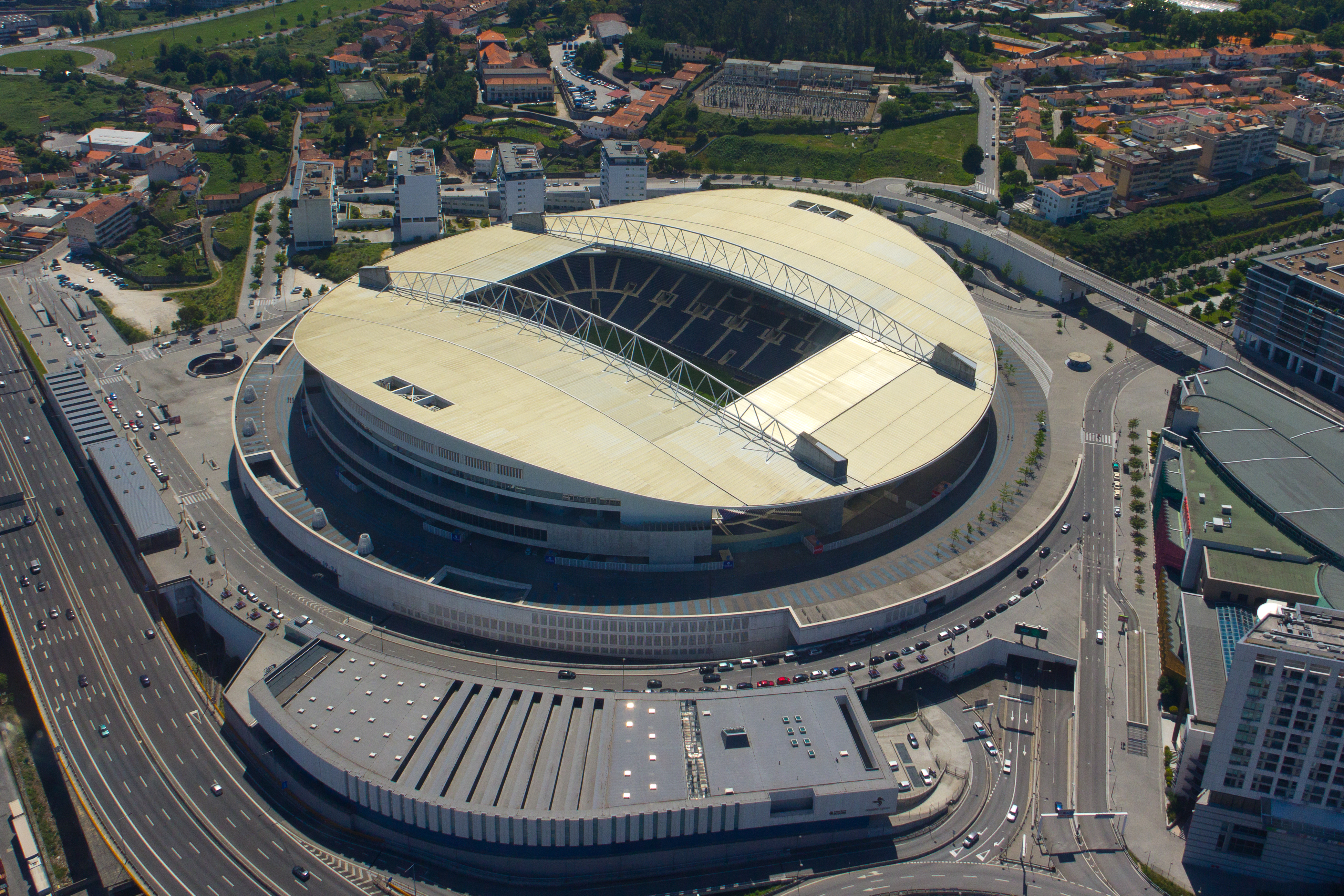
Luftbild (2015)
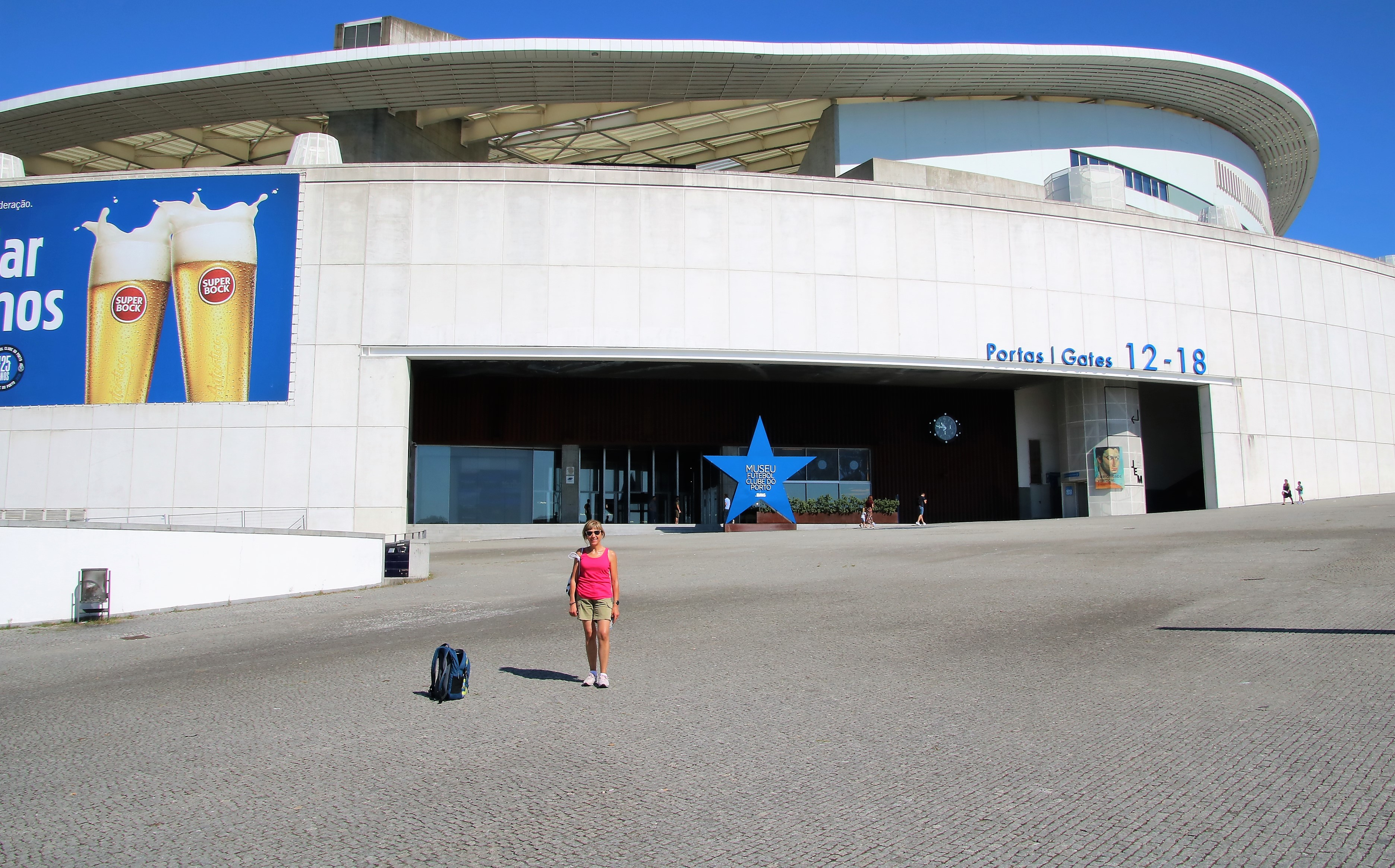
Das Vereinsmuseum des FC Porto (2019)